# Бокињано (Ријети)
Бокињано је насеље у Италији у округу Ријети, региону Лацио.
Према процени из 2011. у насељу је живело 221 становника. Насеље се налази на надморској висини од 185 м.